# Johannes
Johannes je muško ime.

## Osobe s imenom Johannes
- Johannes Georg Bednorz (rođen 1950.), njemački fizičar
- Johannes Brahms (1833. – 1897.), njemački skladatelj
- Johannes Clausen (1855. – 1927.), danski slikar i dekorater
- Johannes von Eben (1855. – 1924.), njemački general
- Johannes Andreas Grib Fibiger (1867. – 1928.), danski liječnik
- Johannes Frischauf (1837. – 1924.), austrijski matematičar, fizičar, astronom, geodet i alpinist
- Johannes de Garlandia, francuski glazbeni teoretičar
- Johannes Gutenberg (oko 1400. – 1468.), njemački izumitelj i tiskar
- Johannes Janssonius (1588. – 1664.), nizozemski kartograf
- Johannes Vilhelm Jensen (1873. – 1950.), danski književnik
- Johannes Kepler (1571. – 1630.), njemački astronom i matematičar
- Johannes Rau (1931. – 2006.), njemački političar
- Johannes Reuchlin (1455. – 1522.), filozof i humanist
- Johannes Rydberg (1854. – 1919.), švedski fizičar
- Johannes Stark (1874. – 1957.), njemački fizičar
- Johannes Diderik van der Waals (1837. – 1923.), nizozemski fizičar
- Johannes Vermeer (1632. – 1675.), nizozemski slikar
- Johannes Zukertort (1842. – 1888.), šahist